# Amgou (village)
Amgou (en russe : Амгу́), aussi appelé Amagou, est un petit village du kraï du Primorié en Russie. Se trouvant dans le raïon de Terneï, il fut fondé en 1900, et sa  population s'élevait à 695 habitants en 2020.

## Géographie

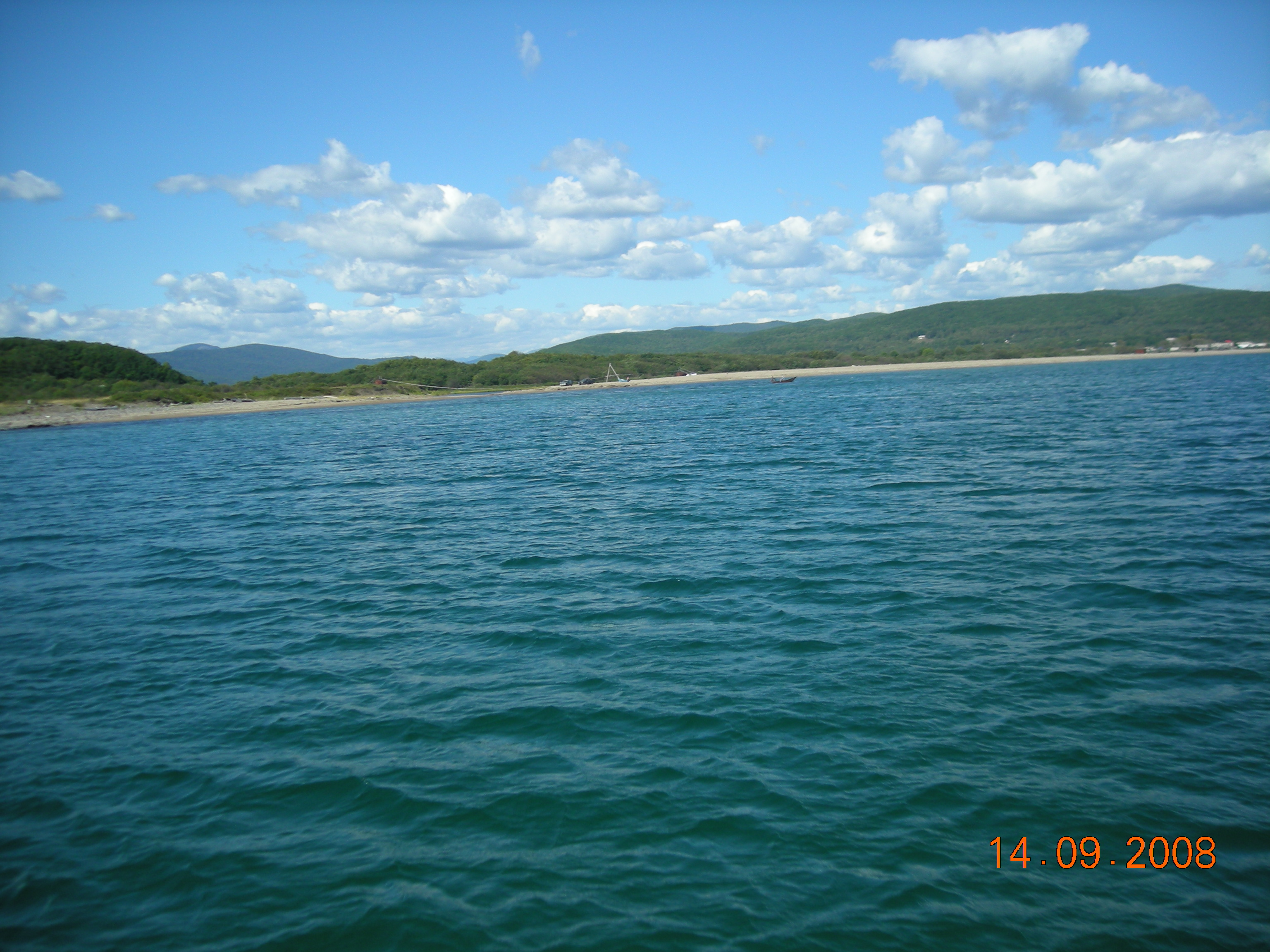
Depuis le littoral.

Le village se trouve dans le kraï du Primorié, un sujet de l'Extrême-Orient de la Russie, jouxtant la région chinoise de Mandchourie. Amgou se trouve dans le district fédéral Extrême-Oriental, à 548 km de Vladivostok, la capitale du kraï et du district, ainsi qu'à 6 489 km de la capitale du pays Moscou.
Amgou est l'une des onze localités du raïon de Terneï, le raïon le plus au nord du kraï. Son centre administratif est la commune urbaine de Terneï, à 122 km au sud-ouest. Le village le plus proche est Maksimovka, à 31 km au nord-est. 
Le village se situe à l'embouchure de l'Amgou (ru) (Amnga, Amagou, Amouli), sur sa rive gauche, un fleuve côtier long de 27,5 kilomètres qui naît dans la crête du Sikhote-Aline, pour se jeter au niveau du village de Samarga dans la mer du Japon. Juste avant l'embouchure, la rivière Chtcherbakovka se jette dans l'Amgou sur sa rive droite.
Le village est entouré par des montagnes de la cordillère du Sikhote-Aline, qui longe le littoral depuis le fleuve Amour au nord jusqu'au golfe de Pierre-le-Grand au sud. Le littoral du village est une plage, avec à son extrémité sud l'embouchure de l'Amgou. De par son climat, le village est assimilé tout comme le raïon à la région du Nord.

## Histoire
Le village d'Amgou fut fondé en 1900 par 7 familles de vieux-croyants, qui venaient de la vallée de la Daubi-He. Pratiquant un mode de vie médiéval, ils étaient très isolés, et lorsqu'un bateau japonais visita la communauté, ce fut un évènement sensationnel.
Progressivement, ils commencèrent à commercer avec le Japon, tout en pratiquant la chasse et l'élevage. Lorsqu'ils furent visité par Vladimir Arseniev lors de son expédition (ru), ils furent notés accueillant par l'explorateur et les remercia pour leur aide. Il nota qu'il y avait 18 ménages, qui avaient conservé l'apparence de l'ancienne Rus'. Le patriarcat, les vêtements, les ustensiles et la broderie étaient les mêmes qu'à l'époque médiévale. Il dit même qu'il avait « l'impression d'avoir été transporté il y a plusieurs siècles d'un coup ». Il nota aussi qu'une famille Oudihé y vivait.
Pendant l'ère soviétique, une exploitation forestière, une ferme collective, une école et un hôpital furent ouverts à Amgou.
De 2004 à 2020, le village formait une municipalité, l'établissement rural d'Amgou (ru),.
En 2014, un incendie se déclara dans le village, qui détruisit 19 maisons, mais aucun blessé ou mort fut à déplorer. Pour éteindre l'incendie, 100 pompiers ainsi que deux hélicoptères du Ministère des Situations d'urgence furent mobilisés. Le coût des dégâts était estimé à 110 000 roubles, et quarante cinq personnes furent touchés. L'administration régionale a décidé de débloquer 5,15 millions de roubles pour la réparation et modernisation du village.

## Population et société
Recensements (*) et estimations de la population,,,,:
| 1915* | 1926* | 2002 * | 2010* |
| ----- | ----- | ------ | ----- |
| 370   | 307   | 1 008  | 842   |

| 2012 | 2013 | 2014 | 2015 |
| ---- | ---- | ---- | ---- |
| 802  | 788  | 772  | 760  |

| 2016 | 2017 | 2018 | 2019 |
| ---- | ---- | ---- | ---- |
| 761  | 744  | 713  | 713  |

| 2020 | - | - | - |
| ---- | - | - | - |
| 695  | - | - | - |

En 2002, sur les 1 008 habitants, il y avait 96 % de Russes.

## Économie, culture et transports
L'économie du village repose principalement sur la société d'exploitation forestière Amgou, une filiale de Terneyless, société d'exploitation dans le raïon de Terneï. Outre cette industrie, le village possède un hôtel, café, boulangerie et une station-service.
Concernant les services, le village possède une école et un hôpital, ainsi qu'un bureau de poste. 
Une église orthodoxe, faisant partie de l'éparchie d'Arseniev, dédiée à l'Icône de la Mère de Dieu, est en cours de construction.
En termes de transport, le village dispose d'un petit aéroport (code IATA : AEM • code OACI : UHTG), avec des vols vers Vladivostok, avec escale à Terneï, sur des petits avions de type De Havilland Canada DHC-6 Twin Otter.
Le village est desservie par une route régionale (bien que ressemblant à une piste) ainsi que par une piste forestière. La piste forestière mène au nord vers Oust-Sobolevka et Svetlaïa. La route régionale, nommée 05K-459, rejoint la 05K-457 qui va de Malaïa Kema à Terneï. De Terneï, la 05K-442 continue vers le sud, longue de 137 km, jusqu'à Roudnaïa Pristan, ou la 05N-100 prend le relais vers l'A370.

### Tourisme

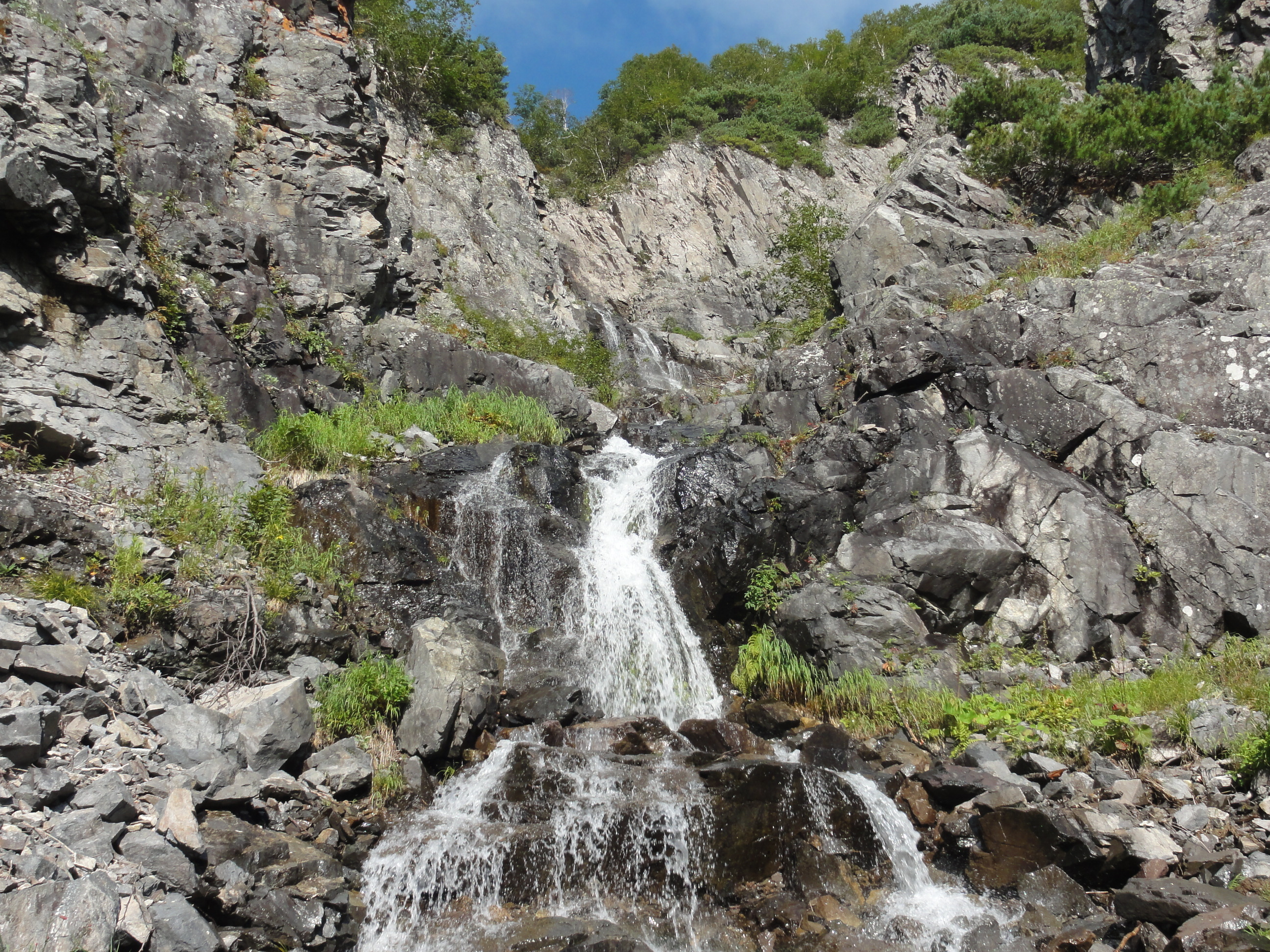
Une petite cascade dans la vallée de l'Amgou.

Amgou bénéficie de sa rivière, qui est un lieu de rafting et d'excursions dans la région. Des canyons pittoresques se trouvent le long du cours d'eau, ainsi que des cascades. La cascade du Chaman Noir (en russe : Чёрный Шаман), haute de 33 mètres, est l'une des plus hautes du Primorié. Elle se trouve dans une gorge étroite, appelée la Bouche du Diable (en russe : Пастью Дьявола), avec des falaises de 200 mètres l'entourant. Depuis 2000, un sentier de randonnée permet de s'y rendre.
Une station thermale, nommée « Teply Klioutch » (littéralement « source chaude ») se trouve près du village, à une quinzaine de kilomètres, qui a des propriétés curatives,.

## Galerie

Amgou et ses environs :
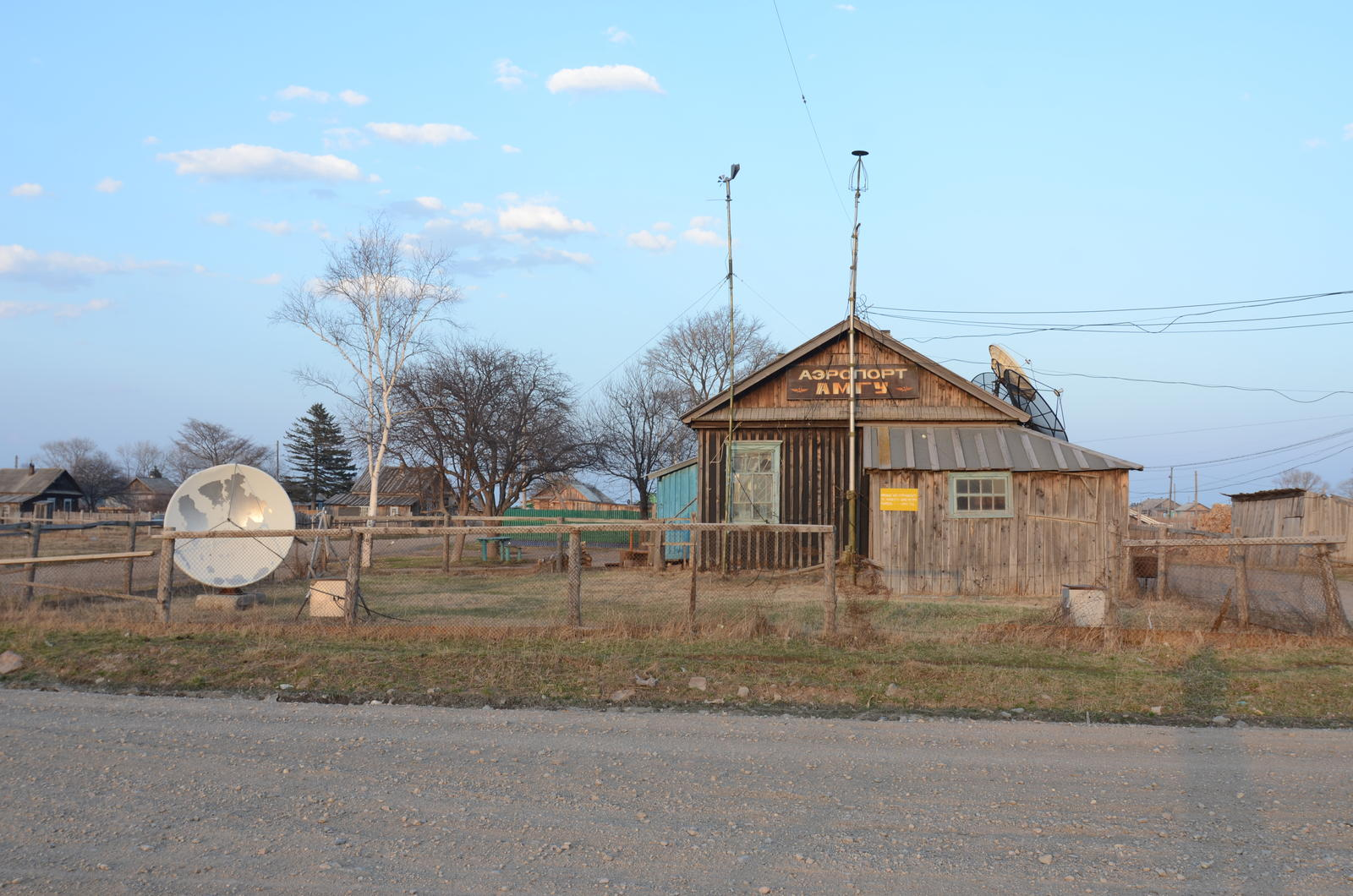
Entrée de l'aéroport.
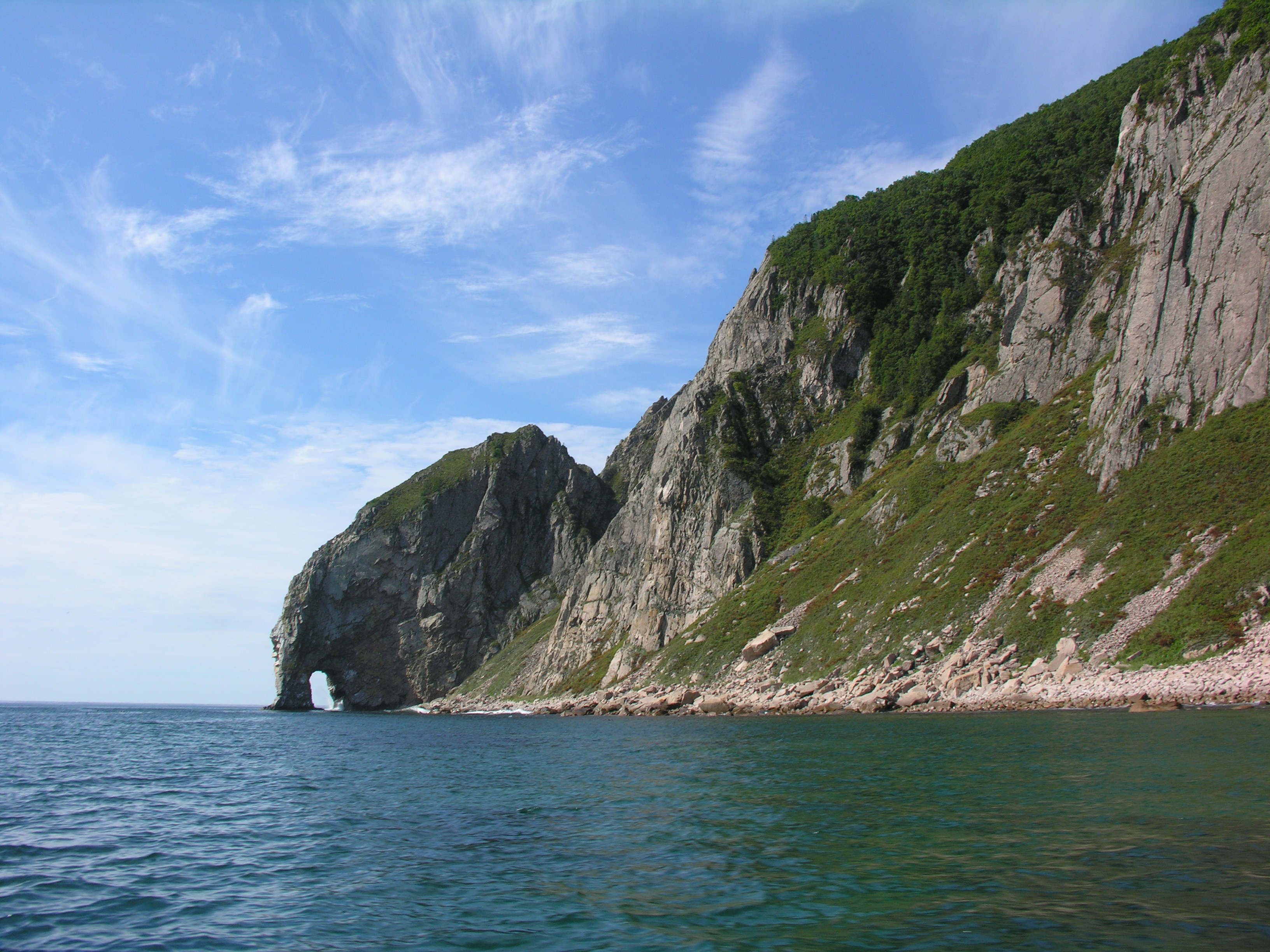
L'Arka au sud du village.
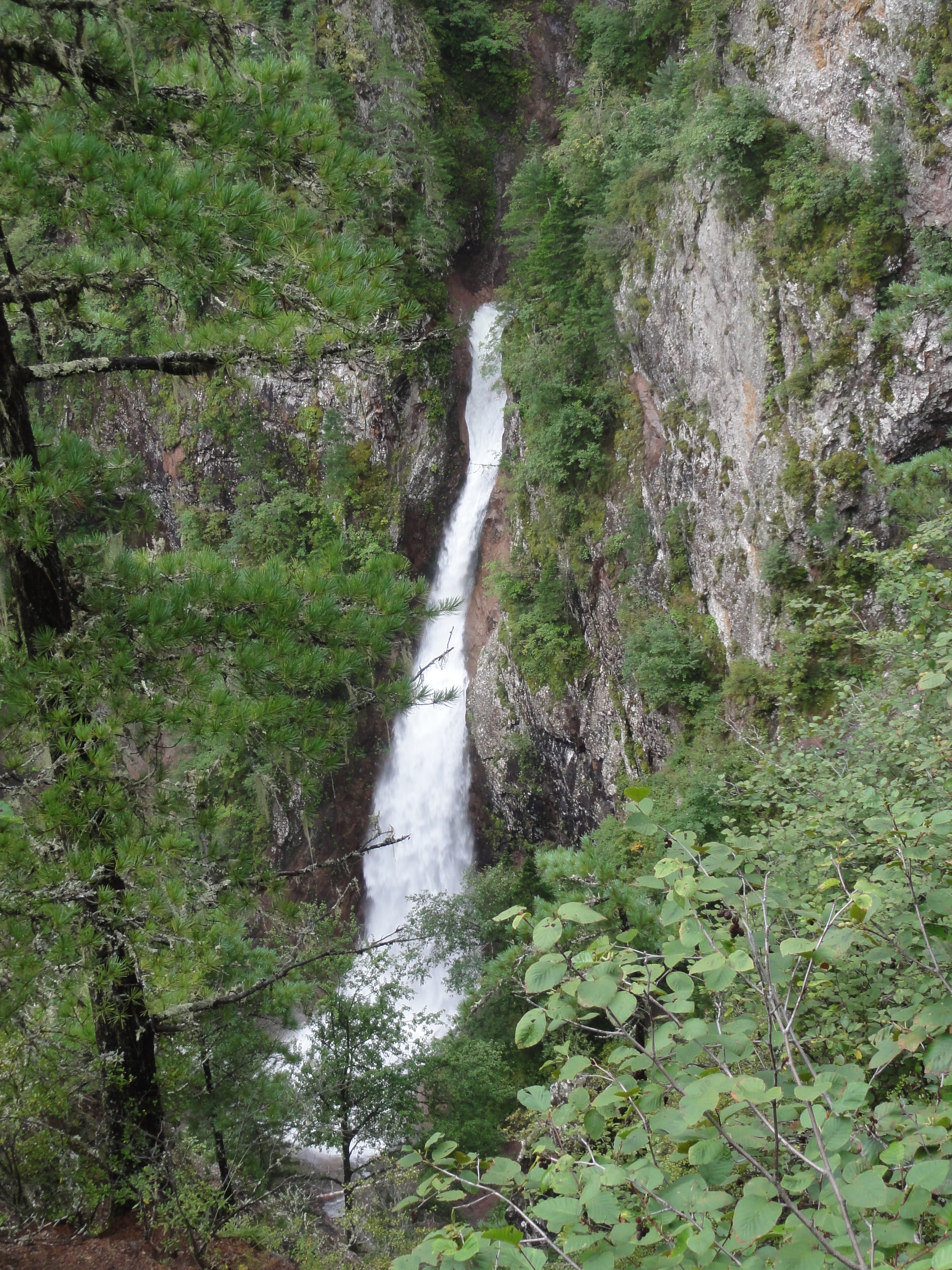
Cascade du Chaman Noir.
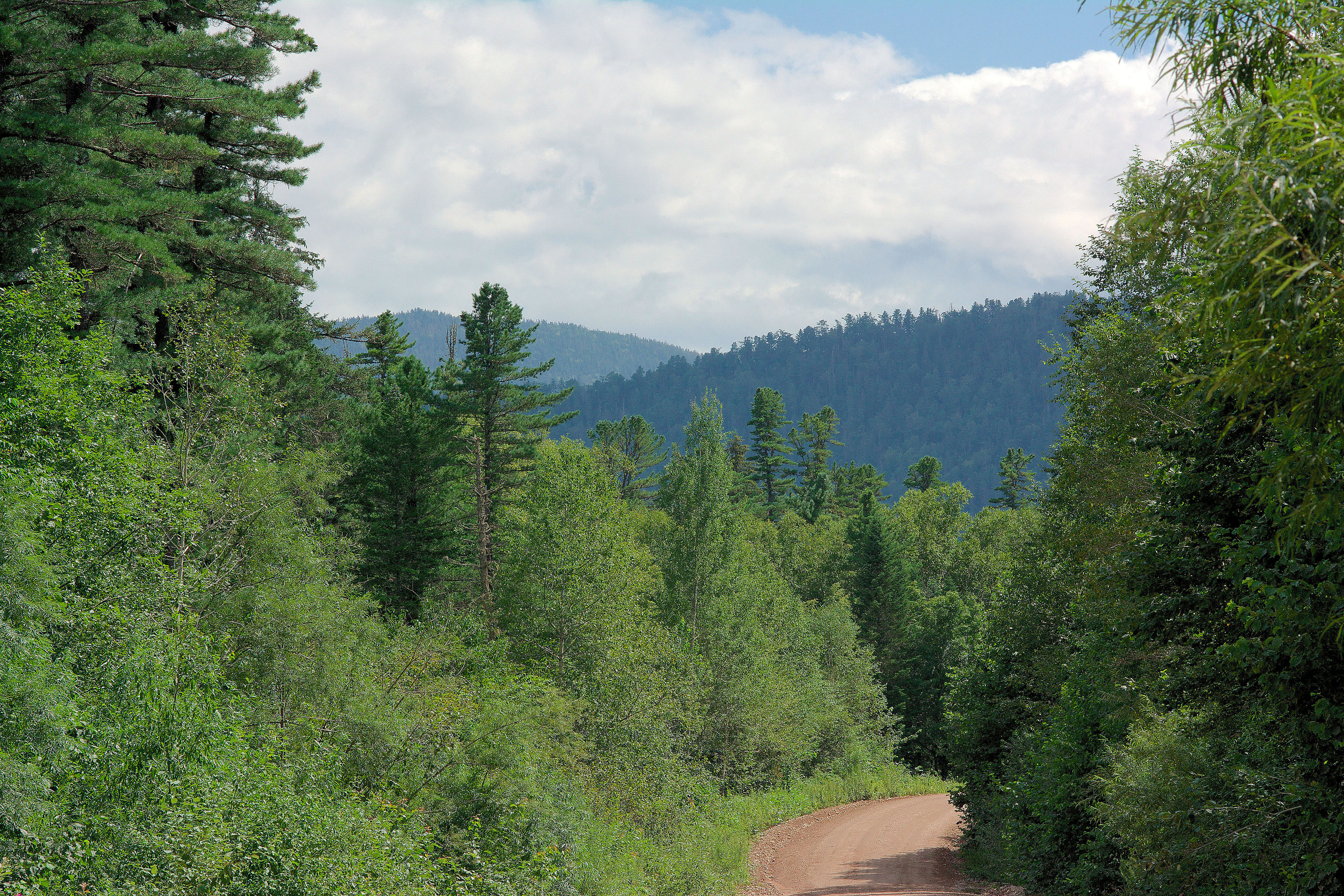
Piste dans la taïga.